# Фріаський замок
Фріаський замок, замок герцогів Фріаських або замок Веласко розміщено в місті Фріас.
Він стоїть на скелі Ля-Муела, навколо якої розкинувся Фріас. Зі своєї панівної позиції замок контролює Вальє-де-Тобаліна і міст через Ербу. Це одна з найголовніших доріг, які історично сполучали кастильське плато з кантабрійським узбережжям.
Його вважають одним з найвидовищніших наскельних замків в Кастилії. Сьогоднішній комплекс це суміш будівель з XII, XIII, XV і XVI сторіч.

## Галерея

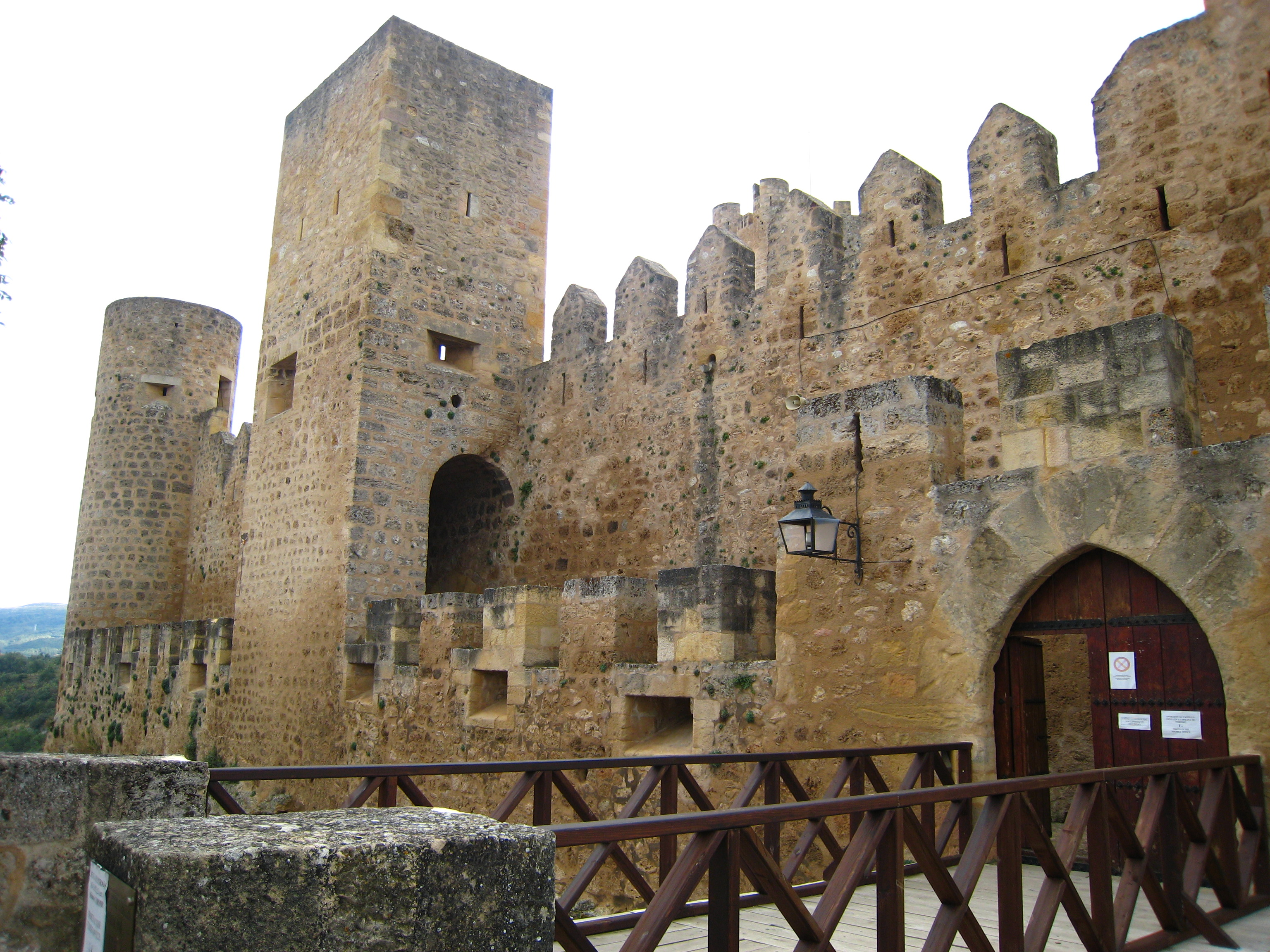
Головний вхід
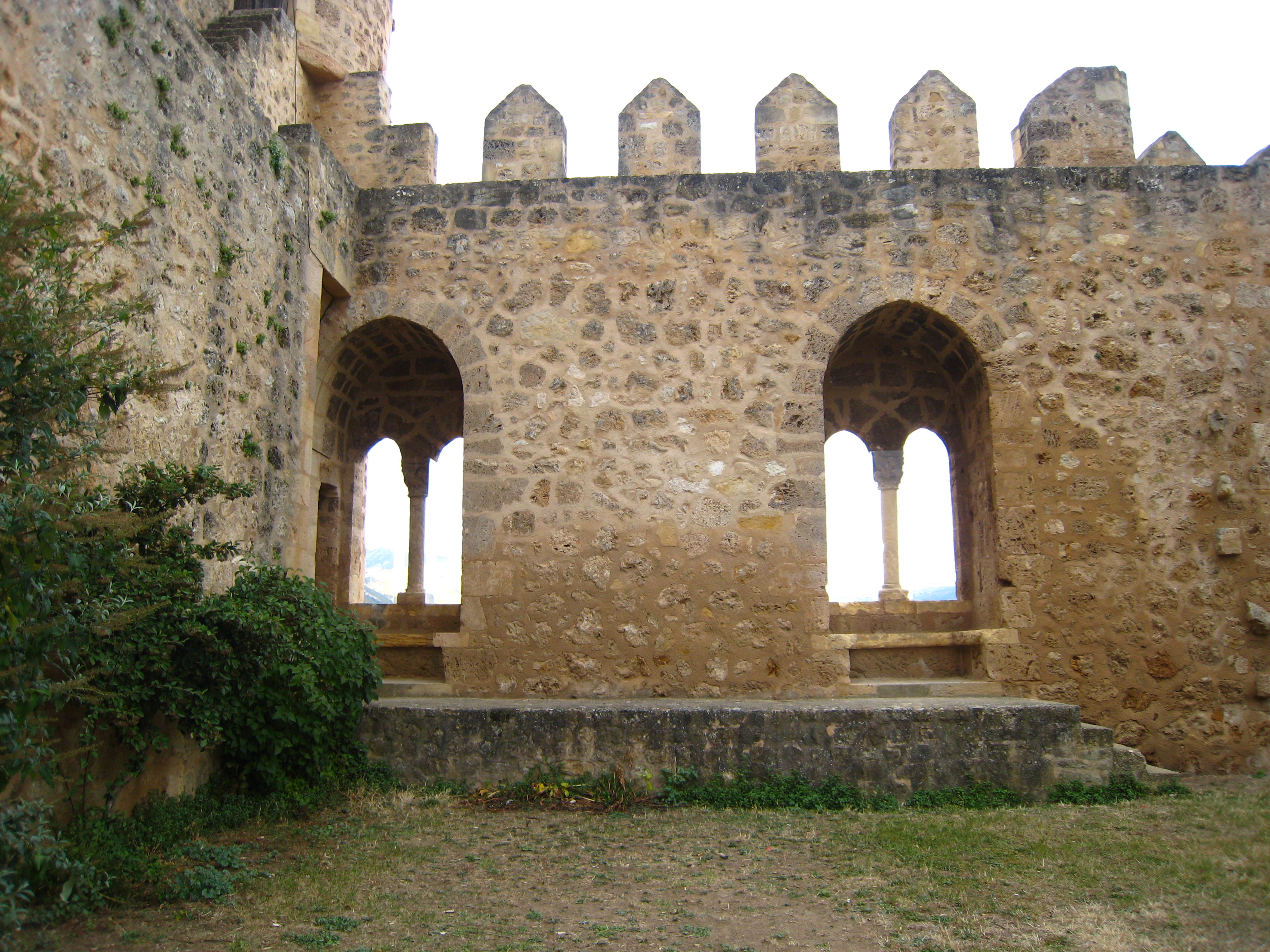
Романські вікна